# Badplaats

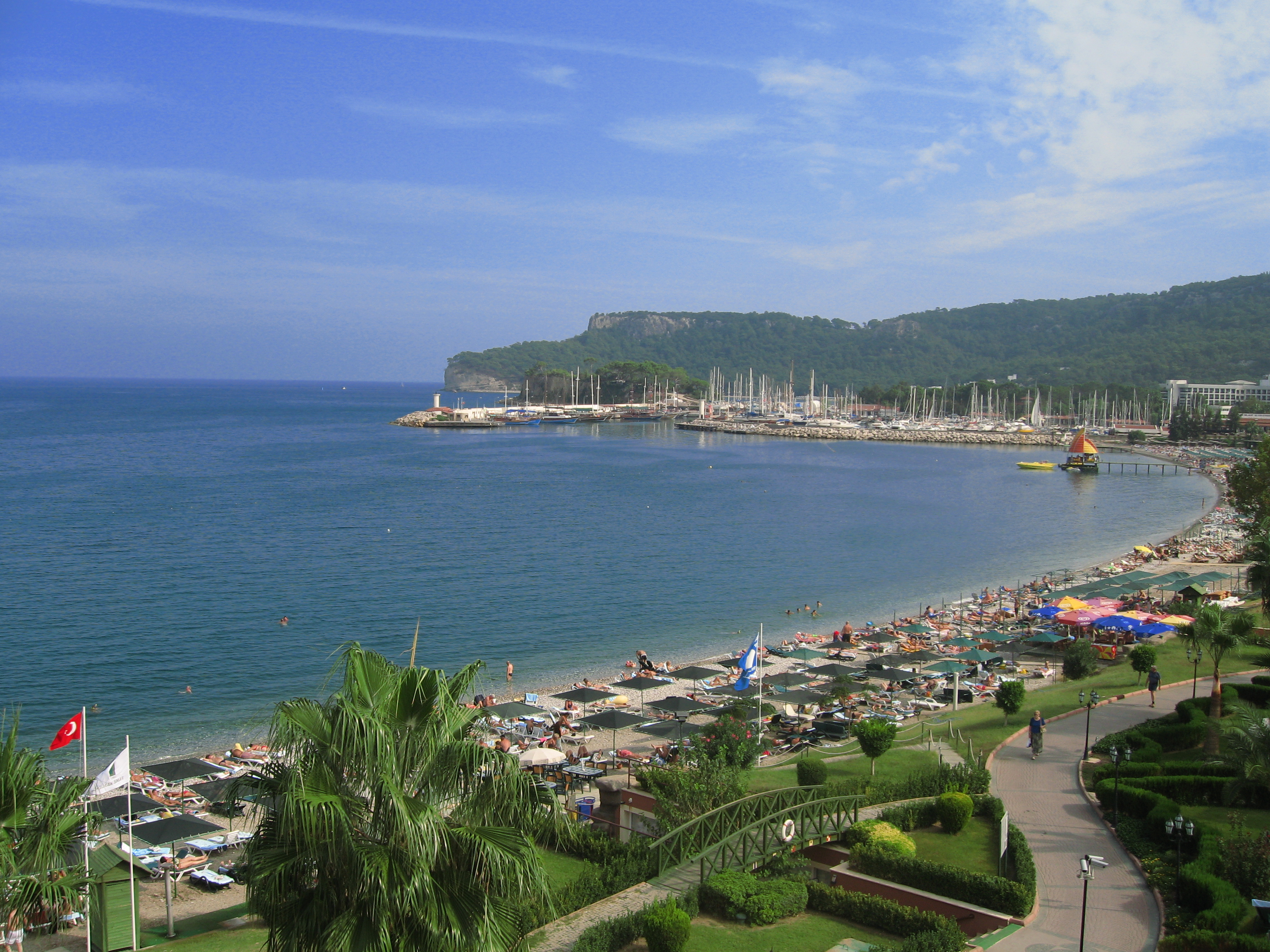
Het strand van de Turkse badplaats Kemer

Een badplaats is een aan zee of aan een meer gelegen plaats die voor toeristen aantrekkingskracht heeft door de goede mogelijkheden en voorzieningen om te zonnen en te zwemmen aan het strand. De meeste badplaatsen werden in de 19e eeuw gebouwd om rijke burgers een nieuwe vorm van ontspanning te bieden: kusttoerisme. Pas vanaf de jaren 50, met de invoering van het betaald verlof voor arbeiders, komen ook de arbeiders- en middenklasse in de zomer naar de badplaatsen.
In een badplaats kun je verschillende watersporten beoefenen, zoals kajak, surfen, zeilen en steeds vaker kitesurfen, kiteboarden (een variant van kitesurfen), skimboarden en kitewingen. Deze sporten moeten meestal binnen bepaalde zones worden uitgeoefend om de andere badgasten niet te storen.
Nederland heeft ongeveer 30 badplaatsen, die langs de gehele westelijke Noordzeekust liggen. België langs de Belgische Kust kent zo'n 13 badplaatsen langs haar 67 km lange Noordzeekust.
Een badplaats is meestal uitgerust met een eigen reddingsbrigade; dit is noodzakelijk als preventie om ongelukken te voorkomen in verband met de onervarenheid van zwemmers en verraderlijke stromen voor de kust.

Australië ·
België ·
Brazilië ·
Egypte ·
Frankrijk ·
Israël ·
Mexico ·
Nederland ·
Portugal ·
Spanje ·
Turkije .
Verenigde Staten